# Ein Eljern
Ein Eljern (tiếng Ả Rập: عين الجرن) là một ngôi làng Syria nằm ở phó huyện Tell Salhab ở huyện Al-Suqaylabiyah, Hama. Theo Cục Thống kê Trung ương Syria (CBS), Ein Eljern có dân số 728 trong cuộc điều tra dân số năm 2004.